# Ideology (альбом)
Ideology — первый инструментальный сольный студийный альбом американского музыканта и композитора Пола Дэвида Харбора, вышедший в 2003 году.

## Об альбоме
В восьмидесятые-девяностые годы Дэвид Харбор был широко известен слушателям как виртуозный бас-гитарист коллективов Дэвида Честейна (David T. Chastain), Майкла Харриса (Michael Harris) и Тони Макалпайна (Tony MacAlpine), а также в качестве участника групп Leather и Chastain. В середине девяностых Харбор начал уделять гораздо большее внимание фортепиано — своему первому музыкальному инструменту, осваивать который он начал ещё в пятилетнем возрасте. Несколько лет работы в данном направлении привели к тому, что в конце девяностых Дэвид Харбор решил реализовать некоторые из множества находившихся в его арсенале музыкальных идей, в виде инструментального сольного альбома. Согласно информации со старой версии его сайта, изначальным рабочим названием его будущего альбома было Lost for Words.
Непосредственная работа над записью альбома была отложена на некоторое время, в связи с тем что в конце 1999 года Дэвид получил приглашение присоединиться к коллективу King Diamond. После записи с данной группой альбома House of God (2000) и завершения турне в его поддержку, Харбор покинул King Diamond и уже вплотную принялся за работу над своим сольным альбомом. На официальном сайте он разместил два ознакомительных демо-фрагмента и сообщил, что на данном сольном альбоме выступит не только в роли композитора и бас-гитариста, но также исполнит все клавишные и фортепианные партии. Первый сольный альбом Дэвида Харбора был выпущен в начале 2003 года. На диске, получившем название Ideology были представлены десять инструментальных композиций авторского сочинения.

## Стиль и настроение альбома
C выходом альбома Ideology Дэвид Харбор перевернул сложившиеся представления о себе как музыканте и исполнителе. Вопреки логичным ожиданиям получить от него сольный альбом бас-гитариста виртуоза, слушателю была представлена работа сильного пианиста и композитора, в которой бас-гитара выполняла лишь функцию ещё одного мелодического голоса. На диске присутствуют и три сугубо фортепианные пьесы: «Liberation», «Broken» и «Obelisk», в которых Дэвид играет так, словно пытается преодолеть, разорвать тактовые черты — верный признак музыкального импрессионизма.
В первой своей сольной работе Дэвид Харбор с лёгкостью миновал практически любые музыкальные ограничения, демонстрируя возможность сочетания самых различных музыкальных стилей. В Ideology гармонично соседствуют и переплетаются элементы рок-музыки, джаза, прогрессива, импрессионизма и нью-эйдж. Однако термин «фьюжн» в данном случае не совсем подходит для определения. Поскольку композиции Харбора выполнены в более «атмосферном» ключе, с бо́льшим уклоном в арт-рок, прогрессивную и классическую музыку — нежели в джаз.

## Список композиций
Вся музыка написана Дэвидом Харбором.
| №   | Название               | Длительность |
| --- | ---------------------- | ------------ |
| 1.  | «Liberation»           | 1:44         |
| 2.  | «Dollersheim»          | 3:29         |
| 3.  | «Counting on Gravity»  | 6:32         |
| 4.  | «Discipline»           | 3:58         |
| 5.  | «Judas»                | 4:46         |
| 6.  | «Broken»               | 5:49         |
| 7.  | «Swimming with Sharks» | 6:13         |
| 8.  | «Supermodel»           | 3:14         |
| 9.  | «Obelisk»              | 4:58         |
| 10. | «Immortal»             | 5:16         |

## Участники записи
- David Harbour — бас-гитара, клавишные, фортепиано
- Dmitri Thomann — гитара (нейлон)
- Eddie Head — гитара (электро)
- Keith Anderson — саксофон
- Rob Stankiewicz — барабаны

## Видео
На канале YouTube в исполнении Дэвида Харбора доступны концертные версии его сольных фортепианных композиций с альбома Ideology:
- «Broken» Архивная копия от 18 апреля 2016 на Wayback Machine
- «Obelisk» / «Liberation» Архивная копия от 15 марта 2016 на Wayback Machine

## Упоминания в прессе
- Bass Player, April 2003 «Groove Of The Month»
- MusicBox, №(1) 31 2004 «Bass Guitar Heroes»